# You and Me (cântec de Heilsarmee)
"You and Me" reprezintă o melodie cântată de formația elvețiană, Heilsarmee. Melodia a fost scrisă de Georg Schlunegger în parteneriat cu casa de discuri HitMill Records. Melodia a fost înscrisă în selecția națională a Elveției, reușind să câștige, înfruntând alte 8 piese. Alegerea făcută de elvețieni a fost criticată de germani. "You and Me" v-a reprezenta Elveția în Concursul Muzical Eurovision 2013 din luna mai, în Malmö, Suedia